# 中小企業による地域産業資源を活用した事業活動の促進に関する法律
中小企業による地域産業資源を活用した事業活動の促進に関する法律（ちゅうしょうきぎょうによるちいきさんぎょうしげんをかつようしたじぎょうかつどうのそくしんにかんするほうりつ、平成19年5月11日法律第39号）は、中小企業による地域活性化に関する日本の法律である。「中小企業地域資源活用促進法」と呼称されている。
安倍内閣の新成長戦略に伴う経済成長戦略大綱関連3法案のひとつ。法令番号は平成19年法律第39号、2007年（平成19年）5月11日に公布され、同年6月29日に施行された。2020年（令和2年）10月1日に「中小企業の事業承継の促進のための中小企業における経営の承継の円滑化に関する法律等の一部を改正する法律（令和2年6月19日法律第58号）」が施行されたことに伴い、廃止された。

## 目的
第一条
この法律は、中小企業による地域産業資源を活用した事業活動を支援することにより、地域における中小企業の事業活動の促進を図り、もって地域経済の活性化を通じて国民経済の健全な発展に寄与することを目的とする。

## 概要
地域活性化ために、地域の「強み」である産地の技術・地域の農林水産品・観光資源等を地域資源として認定。これを活用して新商品開発等を行う中小企業を支援することを目的として、税制・金融面など総合的な支援措置を盛り込んだもの。
地域資源の指定等を含んだ基本構想を各都道府県知事が作成する。
中小企業が認定された地域資源を活用する事業計画を提出し、国の認定を受けると試作品開発や販路開拓に対する補助金、設備投資減税、中小企業信用保険法の特例、政府系金融機関による低利融資等を受けることが出来る。

## 適用事例
- 「シェル・レーヌ 蓮台寺柿の葉」の開発 - 三重県鳥羽市の洋菓子メーカー・ブランカが自社の商品「シェル・レーヌ」の新作として、同県伊勢市の名産「蓮台寺柿」の葉を練りこんだ商品を開発、地域資源の活用と農商工連携が図られた[1]。